# 剑牟岑
剑牟岑（韓語：검모잠，－672）是7世纪后期的高句丽将领。668年，唐朝与新罗的联军灭了高句丽后，剑牟岑开始在大同江流域开展反唐的高句丽复兴运动。670年，立高句丽宝藏王的外孙（一说庶子）安舜为王，定都今朝鲜黄海南道载宁郡。
据《三国史记》记载，剑牟岑在高句丽被所灭后在大同江南岸杀死数名唐的官员和法安和尚后，进入新罗领地。剑牟岑在途中遇到安舜。爾後，剑牟岑立安舜为高句丽国王，并派信使到新罗要求新罗承认其合法地位。当时的新罗正忙于抵制唐在朝鲜半岛建立安东都护府，于是马上承认了安舜的高句丽王位，并提出同盟反唐的建议。
672年，在唐对安舜高句丽大规模进攻下，安舜与剑牟岑发生分歧，並遭到安舜的杀害。安舜随后逃到今韩国益山市建立了小高句麗。